# Реостатный контроллер
Реостатный контроллер — многопозиционный коммутационный аппарат в реостано-контакторной системе управления тяговыми двигателями подвижного состава. Является частным случаем контроллера электрического двигателя. Реостатный контроллер осуществляет введение пускотормозных реостатов в цепь питания тягового электродвигателя перед началом движения и последовательного выведения, то есть отключения, этих реостатов в процессе ускорения поезда. Изначально, в непосредственных системах управления, ввод и вывод реостатов, сбор схемы соединения тяговых электродвигателей и их реверсирование, осуществлялось единым контроллером. По мере перехода к косвенным системам управления, прежде всего, реостатно-контакторной, коммутационные аппараты, управляющие двигателями, разделились по функциональному признаку. Сбор схемы соединения двигателей и их включение стало осуществляться индивидуальными контакторами, реверсирование — простейшим двухпозиционным контроллером- реверсором. Фактически единственной функцией непосредственно контроллера тягового двигателя осталось изменение сопротивления реостатов. В этот период и появился термин «реостатный контроллер».

## Разновидности реостатного контроллера

### Кулачковый контроллер с внешними резисторами

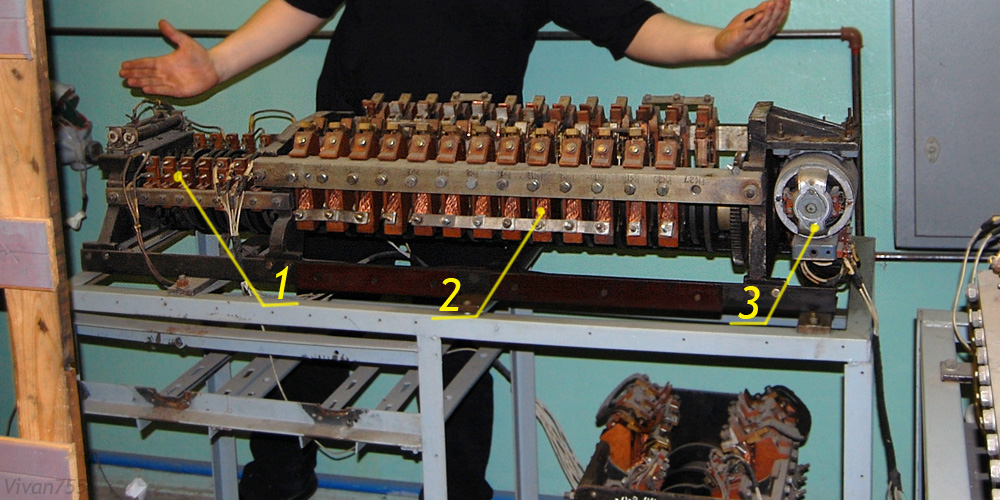
Кулачковый реостатный контроллер типа ЭКГ советского подвижного состава

Замыкание и размыкание контактов контроллера осуществляется кулачковым валом, который приводится во вращение от серводвигателя. Кулачковый реостатный контроллер получил широкое распространение на трамваях и троллейбусах, производимых в СССР. Резисторы, образующие реостат, установлены вне контроллера.
Кулачковый реостатный контроллер с внешними резисторами надежный и долговечный, допускает протекание токов, превышающих расчетные, в нём полностью исключено явление пригорания и неразмыкания контактов, что имеет место в пальцевом контроллере. Резисторы могут иметь большой размер и могут быть вынесены на крышу машины, что исключает их перегрев даже при естественном охлаждении. Но кулачковый контроллер имеет в своем составе большое количество достаточно сложных контактных групп, требующих периодического обслуживания. По этой причине кулачковый контроллер имеет сравнительно малое количество позиций, что не обеспечивает плавности выведения реостатов. Например, у советских трамвайных вагонов было всего 13 пусковых реостатных позиций, а у электропоездов — ещё меньше.
Контроллеры такого типа использовались и используются на отечественных электропоездах с коллекторными тяговыми двигателями. Так, на электросекциях Ср3 использовался реостатный контроллер типа ПКГ-330Р, на электропоездах ЭР1 - реостатный контроллер типа КСП-1А, а на электропоездах ЭР2 - реостатный контроллер типа КСП-1А-1. Все эти контроллеры имели похожую конструкцию, электропневматический привод системы Леонида Николаевича Решетова с двумя вентилями типа ВВ-3, 18 позиций и 12 силовых кулачковых контакторов. Контроллеры отличались друг от друга типом силовых кулачковых контакторов, а также типом и числом кулачковых контакторов цепей управления (на Ср3 - 8 контакторов цепей управления, на ЭР1 - 11, на ЭР2 - 13). На электросекциях Ср3 реостатный контроллер подвешивался под кузовом моторного вагона и закрывался кожухом из двух половин. Начиная с электропоезда ЭР1, контроллер стали устанавливать в подвагонный ящик-камеру.
На электропоездах ЭР22 (первых серийных отечественных электропоездах с электродинамическим торможением, годы выпуска 1964-1968) использовался кулачковый реостатный контроллер типа КСМ-3. Это первый и единственный реостатный контроллер серийного отечественного электропоезда, имеющий электромоторный привод. В качестве электромотора (серводвигателя) использовался двигатель постоянного тока типа ПЛ-062 мощностью 180 Вт, рассчитанный на напряжение 110 В. Контроллер КСМ-3 (впервые на отечественном серийном электропоезде) имел отдельный вал кулачковых контакторов цепей управления. Контроллер имел 20 позиций и 30 кулачковых контакторов: 16 силовых и 14 - цепей управления.
Электропоезда ЭР2Р по электрической схеме были во многом аналогичны ЭР22. Поэтому на электропоездах ЭР2Р, ЭР2Т, ЭД2Т и ЭТ2 применялся реостатный контроллер типа 1КС.009, похожий на контроллер КСМ-3 электропоезда ЭР22. Главным отличием от КСМ-3 был электропневматический привод системы Л.Н. Решетова вместо электромоторного привода. Данный контроллер также имел 20 позиций. На электропоездах ЭТ2М применяется реостатный контроллер типа КС-26. От 1Кс.009 он отличается типами вентилей и кулачковых контакторов.

#### Главные контроллеры
На моторных вагонах отечественных электропоездов переменного тока (кроме ЭД9Э, ЭП3Д) используется главный (силовой) контроллер - кулачковый переключатель, по конструкции и принципу работы похожий на реостатный контроллер. Главный контроллер служит для повышения напряжения, подаваемого на тяговые двигатели, путем переключения выводов вторичной обмотки тягового трансформатора моторного вагона, а также для ослабления возбуждения тяговых двигателей. Все главные контроллеры отечественных электропоездов имеют электропневматический привод системы Л.Н. Решетова; вентили привода этих контроллеров рассчитаны на напряжение 110 В постоянного тока.
На электропоездах серии ЭР9, выпускавшихся в 1962-1964 гг, использовался главный контроллер типа КСП-6Б-1, на электропоездах серии ЭР9П - главный контроллер типа КСП-6Б-2, на электропоездах серии ЭР9М - главный контроллер типа 1КС.006. Эти контроллеры имеют 20 позиций (впервые на отечественном серийном электропоезде) и 27 кулачковых контакторов: 16 силовых и 11 - цепей управления. Вес каждого такого контроллера - 110 кг. На электропоездах серии ЭР9Е используется контроллер типа 1КС.015.

### Пальцевый контроллер (ускоритель)

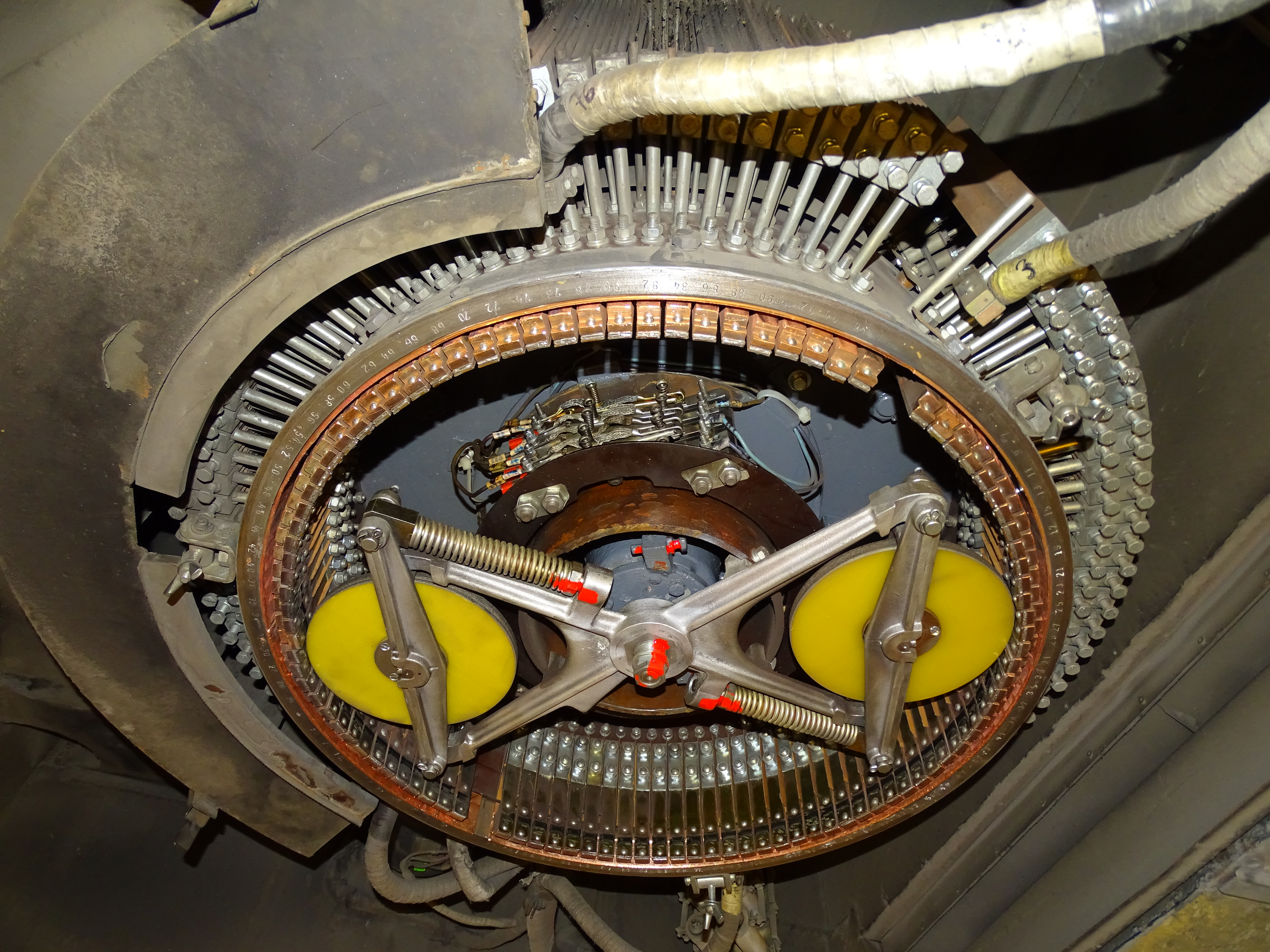
Ускоритель трамвая Татра Т3

Реостатный контроллер, совмещенный с пуско-тормозным реостатом. Выпуск таких контроллеров был начат в первой половине 1930-х годов фирмой Вестингауз в США для трамваев PCC. Представляет собой кольцевой изолятор, на котором по кругу укреплены элементы пускового реостата. Внутри изолятора вращается ротор с подвижным контактом. В зависимости от положения подвижного контакта изменяется сопротивление реостатов, введенных в цепь питания тягового двигателя. По принципу действия ускоритель представляет собой существенно увеличенный в размерах переменный резистор. В более поздних модификациях ускорителя на роторе закреплен не подвижный контакт, а ролик, прижимающий токоведущий элемент реостата к кольцевому токоприемнику, закрепленному на кольцевом изоляторе. Ускорители применялись на трамвайных вагонах, производимых в Европе и США. В СССР эксплуатировались вагоны Tatra T3 производства ЧССР, также оснащенные ускорителями.
Ускоритель имеет большое число ступеней вывода реостатов (на вагоне Т3 — 75 ступеней, на трамваях производства США — до 132), что обеспечивает разгон вагона с высоким ускорением без толчков, вызванных дискретным изменением сопротивления реостата. Но такая конструкция имеет и существенные недостатки, главный из которых — высокая концентрация тепла, выделяемого реостатными элементами в ограниченном объёме, что частых разгонах и торможениях машины вызывает перегрев и даже возгорание ускорителя. Второй недостаток — плохие условия коммутации контакторных элементов. Если в кулачковых контроллерах контакторный элемент размыкается принудительно и быстро действием кулачка, то в пальцевом контроллере это происходит только за счет упругости самих контактных пальцев. При перегрузках контактные пальцы пригорают к кольцевому токоприемнику и при последующих пусках двигатели включаются с не полностью введенными реостатами (с сильным рывком).